# 恆河鱯
恆河鱯，是輻鰭魚綱鯰形目鮠科的其中一種。

## 分布
本魚分布於亞洲阿富汗、巴基斯坦、印度、尼泊爾、孟加拉的溪流中。

## 特徵
本魚體色為常見的珍珠藍，魚體的背面和頭部帶有淺褐色。腹面為銀藍色，夾雜著粉紅色。兩條細細的淺銀色條紋從肩部被掛至尾柄末端，與一深色圓斑相連接。長三角形的頭部長有一雙大眼睛和四對觸鬚，所有的鰭均無斑紋，略帶淺藍色。體長可達18公分。

## 生態
本魚棲息於高山或平地的河川與溪流，性情溫和，屬雜食性，以小魚、昆蟲等為食。

## 經濟利用
在當地為食用魚，另可做觀賞魚。